# Matsumoto Makoto (Mathematiker, 1920)
Matsumoto Makoto (* 1. August 1920 in Kyoto; † 23. Januar 2005 ebenda) war ein japanischer Mathematiker und Spezialist für Finsler-Geometrie.

## Leben und Wirken
Matsumoto besuchte die höhere Schule Daisan in Kyoto und studierte an der kaiserlichen Universität Kyōto mit dem Abschluss 1944. Anschließend arbeitete er kriegsbedingt als Hilfsingenieur in der Stahlfirma Fujikoshi. 1950 wurde er Assistenzprofessor am Yoshida-Kolleg der Universität Kyoto und 1953 wechselte er in die Fakultät für Naturwissenschaften.  1954 wurde er promoviert. 1964 erhielt er eine volle Professur und 1984 wurde er emeritiert.
1984 bis 1987 war er Professor an der pädagogischen Hochschule Gifu in Kyoto und 1987 bis 1992 war er Professor in der Fakultät für Ingenieurwesen der Universität Setsunan.
Er entwickelte die Theorie der Finsler-Mannigfaltigkeiten einschließlich Faserbündel und Zusammenhänge und untersuchte viele spezielle Fälle von Finsler-Mannigfaltigkeiten und Metriken mit Anwendungen in Biologie und Physik. In seinem Lehrbuch von 1986 vereinfachte er die Darstellung der Differentialgeometrie von Finslerräumen, wie sie in dem Standardwerk von Hanno Rund dargestellt war, und baute sie aus.
Er war Ehrendoktor der Lajos Kossuth Universität in Debrecen und er war Honorarprofessor an der Universität Cuza in Iași in Rumänien.
1966 war er Gastwissenschaftler in Ost- und Westdeutschland, 1979 in Ungarn und 1984 organisierte er das rumänisch-japanische Kolloquium in Finsler-Geometrie mit R. Miron. Er stand einem jährlichen Symposium in Finsler Geometrie in Japan vor, das zuerst 1969 stattfand.

## Schriften
- The Theory of Finsler Connections, Publications of the Study Group in Geometry 5, Okayama 1970
- A history of Finsler geometry, in: Okubo (Hrsg.), Proc. 33. Symp. on Finsler Geometry, Lake Yamanaka 1998, S. 71–97
- Foundations of Finsler Geometry and special Finsler Spaces. Kaiseisha Press, Japan 1986
- Finsler Geometry in the 20th Century, in: Peter Antonelli (Hrsg.), Handbook of Finsler Geometry, Band 1, 2003, S. 557–968